# Laguna Tallancocha
Tallancocha es un depósito natural de agua dulce situado en el distrito de Chacas, región Áncash, Perú. Se localiza en la quebrada Tallán a 4100 m s. n. m. Es la segunda laguna más grande de la provincia de Asunción después de Ventanilla.